# Braćevac
Braćevac (en serbe cyrillique : Браћевац) est un village de Serbie situé dans la municipalité de Negotin, district de Bor. Au recensement de 2011, il comptait 335 habitants.

## Démographie

### Évolution historique de la population
| 1948  | 1953  | 1961  | 1971  | 1981  | 1991 | 2002 | 2011 |
| ----- | ----- | ----- | ----- | ----- | ---- | ---- | ---- |
| 1 794 | 1 764 | 1 627 | 1 337 | 1 037 | 744  | 533  | 335  |

|  |